# 胡世华
胡世华（1912年—1998年4月11日），字子华，男，浙江吴兴人，生于上海，中国数理逻辑与数学基础学家，中国科学院院士，中国科学院计算技术研究所、软件研究所研究员，中国数理逻辑研究的奠基人、理论计算机科学的开拓者。清末民初政要胡惟德之子。

## 生平
胡世华早年曾就读于南洋公学附属小学（现南洋模范中学）。1929年考入南开大学，1932年转入北京大学哲学系就读。1935年毕业，次年前往欧洲留学。他曾先后在奥地利维也纳大学、德国敏斯特威廉大学等校学习数理逻辑与数学，并获敏斯特威廉大学博士学位。1941年返国后曾任教于中山大学数学天文系、中央大学哲学系、北京大学哲学系。
胡世华于1949年加入中国民主同盟。翌年出任中国科学院数学研究所数理逻辑研究室主任。1954年加入中国共产党。1958年提议创办中国科学技术大学应用数学系工程逻辑专业，并兼任工程逻辑教研室主任。1963年起在中国科学院计算技术研究所任职，担任第九研究室主任。1979年起兼任北京计算机学院院长、名誉院长。1980年当选中国科学院数学物理学部院士。1985年后又任职于中国科学院软件研究所。
1998年4月11日胡世华在北京逝世，享年86岁。